# Sabalan

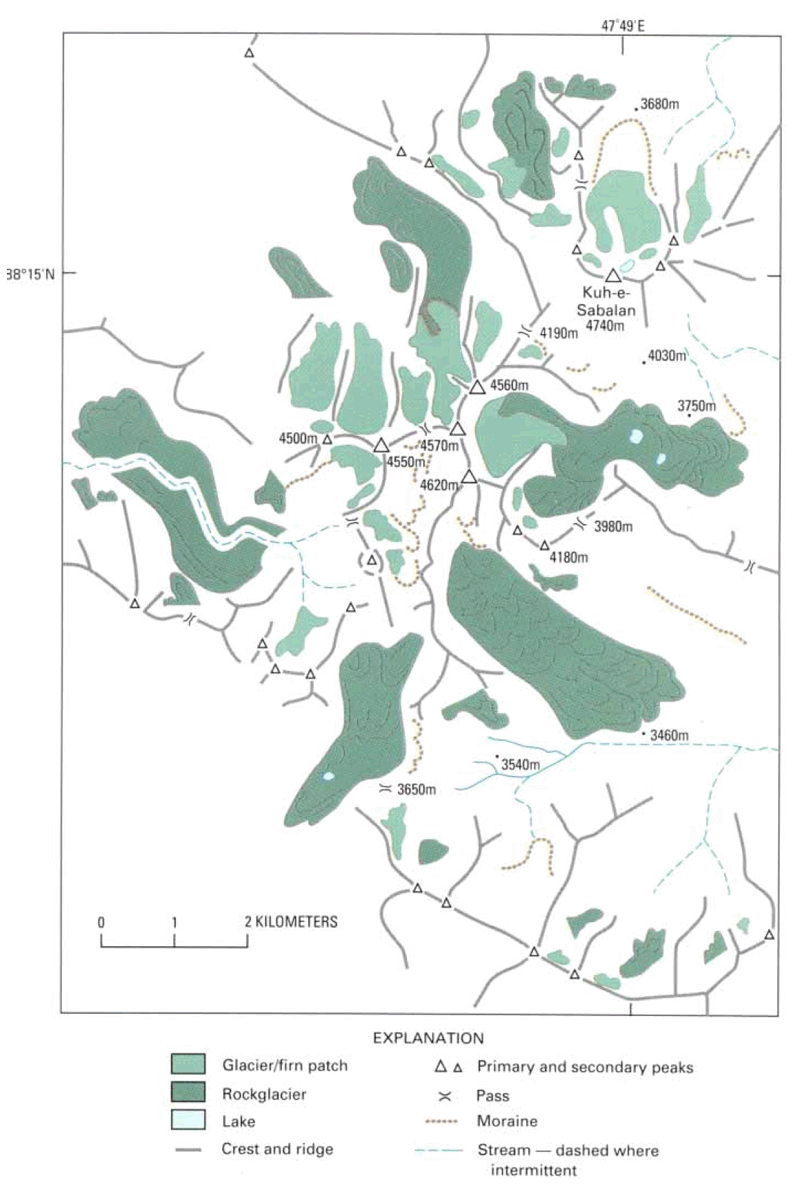
Bản đồ của vùng đỉnh và sông băng của Sabalan

Sabalan (Persian: سبلان [sæbæ'lɒːn]), or Savalan (Azerbaijani: Savalan, ساوالان [sɑvɑˈlɑn]) 
là một núi lửa dạng tầng không hoạt động ở dãy núi Alborz và tỉnh Ardabil thuộc tây bắc Iran.
Với độ cao 4.811 m (15.784 ft), nó là ngọn núi cao thứ ba ở Iran. Nó có một hồ miệng núi lửa được hình thành tại đỉnh của nó. Trên một trong những sườn núi của nó ở độ cao khoảng 3600 m (11.800 ft), có các tảng đá lớn của các phần núi lửa trồi lên bị xói mòn trông giống như động vật, chim và côn trùng.
.

## Núi Sabalan
Nằm ở cực tây bắc Iran, Sabalan là đỉnh cao thứ ba của nước này sau núi Damavand và núi Alam-Kuh. Nó cũng cao hơn Mont Blanc ở dãy núi Alps.
Núi có nhiều điểm tham quan quanh năm. Trên sườn núi, nước khoáng từ suối thu hút nhiều khách du lịch mỗi năm, nhiều người trong số họ có niềm tin vào các đặc tính chữa bệnh của các con suối. Những người du mục trong vùng sống trong các ngôi làng nhỏ, với những chiếc lều tròn "Yurt" lôi cuốn du khách. Sabalan có khu trượt tuyết (Alvares) và các khu du lịch khác nhau như spa Sarein. Núi được biết đến với khung cảnh đẹp, bao gồm hẻm núi Shirvan, nơi ít người leo núi mạo hiểm.

## Nơi thiêng liêng
Theo một số niềm tin, núi Sabalan là nơi mà Zoroaster thiền định trong nhiều năm, vì vậy núi Sabalan là một trong những nơi linh thiêng quan trọng trong Hỏa giáo.
Dựa trên niềm tin du mục, khi tất cả tuyết của Sabalan tan chảy, thì thời tận thế sẽ đến.

## Địa chất
Sabalan là một núi lửa dạng tầng Andesit ở Meshgin Shahr (Khiav), ở Tây Bắc Iran. Đây là núi lửa cao thứ hai sau Mount Damavand. Núi lửa khá cũ. Vụ phun trào đầu tiên xảy ra ở thời Eocene và sau đó là ở Miocen. Nhưng núi lửa chính đã xảy ra trong thời Pliocene và Pleistocene vì một số đá của nó đã lâu đến 5-1,4 triệu năm. Một số tài liệu tham khảo cho thấy hoạt động núi lửa tiếp tục vào thời Holocene, cách đây chưa đầy 10.000 năm.
Khu vực đỉnh có nhiều đỉnh cao hơn 4.500 mét (14.800 ft), chủ yếu dọc theo một dãy núi chạy theo hướng tây nam-đông bắc. Điểm cao nhất là 4.811 m (15.784 ft) nằm ở cuối phía đông bắc của sườn núi, và được tách ra khỏi nhóm đỉnh cao phía tây nam 4.620 m (15.160 ft) bằng một cái đèo 4.190 m (13.750 ft).
Núi này nằm trong khí hậu lục địa với mùa hè nóng, khô và mùa đông cực kỳ lạnh, sương tuyết. Lượng mưa chủ yếu là tuyết vào cuối mùa thu, mùa đông và mùa xuân, và đủ để duy trì bảy sông băng gần đỉnh cao hơn 4.000 mét (13.000 ft). Lớn nhất trong số này có chiều dài hơn 1,5 km (1 dặm) vào những năm 1970. Ngoài ra còn có các sông băng đá rộng lớn, một vài sông trong số đó có chiều dài hơn 3 km (2 dặm).